# Viscount Hood

Wappen der Viscounts Hood

Viscount Hood, of Whitley in the County of Warwick, ist ein erblicher britischer Adelstitel in der Peerage of Great Britain, den das Oberhaupt der jüngeren (seit 1990 einzig überlebenden) Linie der Seefahrerfamilie Hood trägt.

## Verleihung und nachgeordnete Titel
Der Titel wurde am 1. Juni 1796 an den berühmten Flottenkommandeur Admiral Samuel Hood, 1. Baron Hood verliehen. Dieser war bereits am 20. Mai 1778 in der Baronetage of Great Britain zum Baronet, of Catherington in the County of Southampton, und am 2. September 1782 in der Peerage of Ireland zum Baron Hood, of Catherington, ernannt worden. Am 27. März war auch seine Frau Susannah aus eigenem Recht in der Peerage of Great Britain zur Baroness Hood, of Catherington in the County of Southampton, erhoben worden. Seit ihr Sohn Henry Hood 1806 und 1816 beide Elternteile beerbte, sind die Titel vereinigt.

## Verwandte Peers
Admiral Alexander Hood, 1. Viscount Bridport (1726–1814) war der jüngere Bruder des 1. Viscounts Hood. Der zweite Sohn des 2. Viscounts Hood, Samuel Hood, erbte von ihm, seinem Großonkel, den Titel Baron Bridport (Peerage of Ireland) und begründete die Linie der späteren Viscounts Bridport.
Die Fuller-Acland-Hood Baronets of St. Audries bzw. die Barone St. Audries stammen von einem Onkel des ersten Viscounts Hood ab. Sie waren die 1990 ausgestorbene ältere Linie der Hoods.

## Liste der Titelinhaber

### Viscount Hood (1796)
- Samuel Hood, 1. Viscount Hood (1724–1816)
- Henry Hood, 2. Viscount Hood (1753–1836)
- Samuel Hood, 3. Viscount Hood (1808–1846)
- Francis Hood, 4. Viscount Hood (1838–1907)
- Grosvenor Hood, 5. Viscount Hood (1868–1933)
- Samuel Hood, 6. Viscount Hood (1910–1981)
- Alexander Hood, 7. Viscount Hood (1914–1999)
- Henry Hood, 8. Viscount Hood (* 1958)

Titelerbe ist der Sohn des derzeitigen Viscounts, Hon. Archibald Hood (* 1993).

### Barone Hood (1795)
- Susannah Hood, 1. Baroness Hood († 1806)
- Henry Hood, 2. Baron Hood (1753–1836) (wurde 1816 2. Viscount Hood)

siehe oben wegen der weiteren Träger des Titels